# リーボック・ハローキティ
リーボック・ハローキティ（Reebok×Hello Kitty）は、イギリス発祥のスポーツ用品ブランド「リーボック」が展開するコラボレーションライン。ハローキティ生誕35周年を記念して2009年9月に販売を開始。
スポーツカジュアルのラインナップには、キャラクターやリボンをあしらった「パーカー」「ワンピース」「Tシャツ」「パンツ」「シューズ」があり、このうちシューズはリーボックで販売する「フリースタイル」をベースにデザインが施されている。

日本国内のみの販売で、オフィシャルサイトのほかに、つぶやきを投稿しあうことでコミュニケーションするTwitter（Reebok_Kitty）を使ったプロモーションも実施している。

## ストアロケーション
- 伊勢丹新宿店本館地下２階
- atmos girls

ラフォーレ原宿店
新宿ミロード店
横浜シャル店

## 逸話など
- 2009年10月1日、着こなしが分るようすることを目的に、オフィシャルサイトHOMEのブランドイメージがリニューアルされた[1]。
- リーボックとハローキティは、どちらも同じ「イギリス生まれ」。
- Reebok_Kitty（Twitter）ではリーボックとハローキティに関するクイズが出題されている。